# Тертл-Лейк (Вісконсин)
Тертл-Лейк (англ. Turtle Lake) — селище (англ. village) в США, в округах Беррон і Полк штату Вісконсин. Населення — 1037 осіб (2020).

## Географія
Тертл-Лейк розташований за координатами 45°23′33″ пн. ш. 92°8′37″ зх. д. / 45.39250° пн. ш. 92.14361° зх. д. (45.392548, -92.143535).  За даними Бюро перепису населення США в 2010 році селище мало площу 7,78 км², з яких 7,43 км² — суходіл та 0,36 км² — водойми.

## Демографія
Згідно з переписом 2010 року, у селищі мешкало 1050 осіб у 492 домогосподарствах у складі 256 родин. Густота населення становила 135 осіб/км².  Було 535 помешкань (69/км²).
Расовий склад населення:
| - 92,4 % — білих - 4,6 % — корінних американців - 0,6 % — азіатів - 0,2 % — чорних або афроамериканців |

До двох чи більше рас належало 1,8 %. Частка іспаномовних становила 1,7 % від усіх жителів.
За віковим діапазоном населення розподілялося таким чином: 22,1 % — особи молодші 18 років, 60,6 % — особи у віці 18—64 років, 17,3 % — особи у віці 65 років та старші. Медіана віку мешканця становила 38,9 року. На 100 осіб жіночої статі у селищі припадало 92,3 чоловіків;  на 100 жінок у віці від 18 років та старших — 89,4 чоловіків також старших 18 років.
Середній дохід на одне домашнє господарство  становив 42 958 доларів США (медіана — 37 917), а середній дохід на одну сім'ю — 51 048 доларів (медіана — 42 500). Медіана доходів становила 34 750 доларів для чоловіків та 21 554 долари для жінок. За межею бідності перебувало 14,4 % осіб, у тому числі 12,2 % дітей у віці до 18 років та 9,9 % осіб у віці 65 років та старших.
Цивільне працевлаштоване населення становило 587 осіб. Основні галузі зайнятості: мистецтво, розваги та відпочинок — 32,2 %, виробництво — 27,8 %, роздрібна торгівля — 9,5 %, сільське господарство, лісництво, риболовля — 8,5 %.